# Willem I van Craon
Willem I van Craon, bijgenaamd de Grote, (circa 1318 - Châteaudun, 8 juni 1387) was van 1341 tot aan zijn dood burggraaf iure uxoris van Châteaudun. Hij behoorde tot het huis Craon.

## Levensloop
Willem I was de tweede zoon van baron Amalrik III van Craon uit diens tweede huwelijk met Beatrix van Roucy, vrouwe van La Suze en dochter van graaf Jan IV van Roucy.
In 1337 kwam hij in bezit van de heerlijkheden Domart-en-Ponthieu en Bernaville, die zijn verre neef Peter I van Dreux aan hem had afgestaan. In ruil daarvoor moest hij aan de graaf zijn deel van Château-du-Loir schenken, dat Willem I geërfd had van zijn voormoeder Jeanne des Roches. Op 4 mei 1341 huwde hij met Margaretha van Dampierre, dochter van heer Jan van Crèvecœur en burggravin van Châteaudun, waardoor Willem I in het recht van zijn echtgenote burggraaf van Châteaudun. Na de dood van zijn schoonbroer Ingelger van Amboise erfde hij in 1345 tevens de heerlijkheid La Ferté-Bernard. In 1373 kwam hij na het overlijden van zijn neef Amalrik IV van Craon wellicht ook in het bezit van de heerlijkheid Marcillac.
Willem I was bovendien kamerheer van de Franse koningen Filips VI en Jan II en had eveneens een uitstekende band met hertog Lodewijk I van Anjou. Begin 1361 streed hij te Juigné aan de zijde van Bertrand du Guesclin tegen de troepen van de Engelse legeraanvoerder Hugh Calveley. Tijdens de gevechten werden Willem en zijn tachtig manschappen op de vlucht gejaagd, waardoor Guesclin geïsoleerd achterbleef en door de Engelsen werd gevangengenomen.
Willem I van Craon stierf in juni 1387.

## Nakomelingen
Willem I en zijn echtgenote Margaretha van Dampierre kregen acht kinderen:
- Willem II (1342/1345-1410), burggraaf van Châteaudun
- Amalrik, schatbewaarder van de Kathedraal van Reims en adviseur van de Franse koning
- Peter (1345-1409), heer van La Ferté-Bernard
- Jan I (1346-1409), heer van Domart-en-Ponthieu
- Gwijde, heer van Sainte-Jullite
- Beatrix (overleden rond 1392), huwde met heer Reinoud VI van Maulévrier
- Johanna, huwde Peter II van Tournemine, heer van la Hunaudaye
- Maria, huwde eerst met Willem van Auton en daarna met heer Hervé van Mosny